# Спољашње језгро Земље
Спољашње језгро Земље је течни слој од око 2266 km, густо сабијене масе гвожђа и никла који лежи изнад Земљиног чврстог унутрашњег језгра, а испод мантла. Његова спољна граница лежи 2890 km испод Земљине површине. Прелаз између унутрашњег и спољашњег језгра се налази на око 5 до 150 km испод Земљине површине.

## Својства
За разлику од Земљиног чврстог, унутрашњег језгра, њено спољашње језгро је течно. Докази за флуидно спољашње језгро укључују сеизмологију која показује да се сеизмички смичући таласи не преносе кроз спољашње језгро. Иако има састав сличан Земљином чврстом унутрашњем језгру, спољашње језгро остаје течно јер нема довољно притиска да га задржи у чврстом стању.
Сеизмичке инверзије телесних таласа и нормални модови ограничавају радијус спољашњег језгра на 3483 km са несигурношћу од 5 km, док је полупречник унутрашњег језгра 1220±10 km.‍:94
Температура спољашњег омотача језгра је у распону 4400 °C у спољним деловима, а 6100 °C ближе унутрашњем језгру. Због његове високе температуре, моделирање је показало да је спољашње језгро течност ниске вискозности. За вртложне струје у флуиду гвожђа и никла спољашњег језгра се верује да има утицај на Земљино магнетно поље. Просечна снага Земљиног магнетног поља у њеном спољашњем језгру је 25 Гауса, 50 пута јаче од магнетног поља на површини. Спољашње језгро није под довољним притиском да би било чвсто, па је течно иако има сличан састав као и унутрашње језгро. Сумпор и кисеоник такође могу бити присутни у спољашњем језгру.
Како се Земљино језгро хлади, течност на унутрашњој граници језгра се смрзава, узрокујући да чврсто унутрашње језгро расте на рачун спољашњег језгра, процењеном брзином од 1 mm годишње.

## Лаки елементи спољашњег језгра Земље

### Композиција
Спољашње језгро Земље не може бити у потпуности састављено од гвожђа или легуре гвожђа и никла јер су њихове густине веће од геофизичких мерења густине спољашњег језгра Земље. Заправо, спољно језгро Земље је отприлике 5 до 10 процената мање густине од гвожђа на температурама и притисцима Земљиног језгра. Отуда је предложено да лаки елементи са малим атомским бројем чине део спољашњег језгра Земље, као једини могући начин да се смањи његова густина. Иако је спољашње језгро Земље неприступачно за директно узорковање, састав лаких елемената може бити значајно ограничен експериментима високог притиска, прорачунима заснованим на сеизмичким мерењима, моделима Земљине акреције и поређењем угљеничних метеорита са силикатном земљом (BSE). Недавне процене су да се спољашње језгро Земље састоји од гвожђа заједно са 0 до 0,26 процената водоника, 0,2 процената угљеника, 0,8 до 5,3 процената кисеоника, 0 до 4,0 процената силицијума, 1,7 процената сумпора и 5 процената никла по тежини, а температура границе језгро-плашт и унутрашње границе језгра крећу се од 4.137 до 4.300 K и од 5.400 до 6.300 K респективно.

## Утицај на живот
Без спољашњег језгра живот на Земљи би био веома различит. Конвекција течних метала у спољашњем језгру ствара магнетно поље. Ово магнетно поље се простире неколико хиљада километара од Земље и ствара заштитни омотач око Земље, који одбија соларни ветар. Без овог поља већи проценат соларног ветра би се директно сударио са Земљином атмосфером. Претпостављени ефекти би полако уништили Земљину атмосферу. Ово је претпоставка о томе шта се десило са атмосфером Марса, оставивши планету онеспособљену за одржавање живота на њој.